# Aino Aaltonen
Aimo Anshelm Aaltonen (ur. 10 grudnia 1906 w Parainen, zm. 21 września 1987 w Helsinkach) – działacz fińskiego ruchu robotniczego; od 1927 członek KPF; 1935–44 więziony za działalność komunistyczną; 1944–67 członek Biura Politycznego i KC KPF. W latach 1944–45 i 1948–66 przywódca partii. Na XIV Zjeździe KPF zastąpił go Arne Saarinen. 
Uczestniczył w obradach XX Zjazdu KPZR w 1956. W 1968 został usunięty z Biura Politycznego KPF.